# Falsificació
Una falsificació és un acte consistent a la creació o modificació de certs documents, efectes, béns o productes, amb la fi de fer-los semblar com a vertaders, o per alterar-ne o simular-ne la veritat.
Les falsificacions es poden realitzar, entre d'altres, respecte a documents públics o privats, monedes, bitllets o d'altres valors, art i productes de marques comercials. El document es considera inautèntic o fals en el sentit diplomàtic independentment de si mostra una veritat. A. Floriano Cumbreño diferencia subreptici (tenen un contingut fals alhora que autenticitat en les característiques externes i internes) i interpol·lat (tenen el contingut modificat).
La disciplina científica que estudia documents per a determinar si són inautèntics és la diplomàtica.
A l'Europa medieval tant particulars, senyors i eclesiàstics realitzaren falsificacions de documents.
A l'Europa de l'edat moderna i durant l'actualitat s'han produït falsificacions de documents i s'han augmentat les tècniques per a detectar-les amb alta fidelitat.